# D.J. Cooper
Donell „D.J.” Cooper (ur. 6 grudnia 1990 w Chicago) – amerykański koszykarz, występujący na pozycji rozgrywającego.
Kilkukrotnie występował w letniej lidze NBA. Reprezentował Golden State Warriors (2013), Philadelphia 76ers (2013), Washington Wizards (2016).
W 2018 został ukarany dwuletnią dyskwalifikacją (jej bieg zakończył się 20 czerwca 2020) za złamanie przepisów antydopingowych po tym jak przedstawił do badania próbkę cudzego moczu (wykryto w niej hormon wytwarzany przez ciało kobiety po zajściu w ciążę).

## Osiągnięcia
Stan na 2 stycznia 2019, na podstawie, o ile nie zaznaczono inaczej.
NCAA
- Uczestnik rozgrywek:
  - Sweet 16 turnieju NCAA (2012)
  - II rundy turnieju NCAA (2010, 2012)
- Mistrz:
  - turnieju konferencji Mid-American (MAC – 2010, 2012)
  - sezonu regularnego MAC (2013)
- Zawodnik roku konferencji Mid-American (2013)[4]
- MVP:
  - meczu gwiazd NCAA – Reese's College Division I All-Star Game (2013)
  - turnieju konferencji Mid-American (2012)
- Najlepszy pierwszoroczny zawodnik MAC (2010)
- Wybrany do:
  - I składu:
    - MAC (2011–2013)
    - turnieju MAC (2012, 2013)
    - najlepszych pierwszorocznych zawodników MAC (2010)

  - składu honorable mention All-American (2013 przez Associated Press)

Drużynowe
- Wicemistrz:
  - Ligi Mistrzów (2018)
  - Francji (2018)
- Brąz ligi greckiej (2014)
- Zdobywca Pucharu Liderów Francji (2016, 2018)

Indywidualne
- MVP:
  - ligi francuskiej Pro-A (2017)
  - pucharu Liderów Francji (2018)
- Zaliczony do I składu ligi greckiej (2014)
- Uczestnik meczu gwiazd francuskiej ligi LNB Pro A (2017)
- Lider:
  - w asystach ligi:
    - sezonu regularnego Eurocup (2016)
    - FIBA Europe Cup (2017)
    - VTB (2015)
    - greckiej (2014)
    - francuskiej (2017)

  - w przechwytach ligi:
    - VTB (2015)
    - francuskiej (2017)